# Just Friends (Lied)
Just Friends ist ein Popsong, den John Klenner (Musik) und Sam M. Lewis (Text) 1931 geschrieben haben. Der Song entwickelte sich zum Jazzstandard. 

## Kennzeichen des Songs
Der Text des Liedes handelt von einer intensiven Liebesbeziehung, die auseinanderbricht. Kommt es zum völligen Aus oder kann sich daraus – „Just Friends, Lovers No More“ – eine Freundschaft entwickeln? Klenners Musik unterstreicht „mit sicherem Gespür für die Dramaturgie“ den Text: Dur-Akkorde unterstreichen das Wort „friends“, wo aber vom Ende und vom nicht mehr der Beziehung die Rede ist, dominieren Moll-Harmonien und verminderte Akkorde. Die Melodie selbst lässt lange Zeit die Tonart im Unklaren; bereits „die ersten Töne schreien nach einer harmonischen Auflösung.“ Der Song ist in der Liedform ABAB' verfasst.

## Wirkungsgeschichte
Eine erste Aufnahme aus dem Oktober 1931 durch Red McKenzie and His Orchestra (mit Time on My Hands auf der B-Seite) war nur mäßig erfolgreich. Mehr Erfolg hatten Coverversionen von Russ Columbo mit dem Orchester von Leonard Joy im Februar 1932 und Ben Selvin mit seinem Orchester im April 1932, die beide auf Platz 14 in den amerikanischen Charts kamen. Einige weitere Aufnahmen entstanden 1932, etwa von Jack Hylton. 1941 folgte eine Einspielung des Casa Loma Orchestra.
Erst die Jazzmusiker des Bebop entdeckten die Möglichkeiten, die das Harmoniegerüst des Songs für ihre Improvisationen bot. Gil Evans machte Charlie Parker mit Just Friends vertraut, als er ihm Sarah Vaughans Aufnahme mit einem Solo von Jimmy Maxwell vorspielte. Parkers Version (auf Charlie Parker with Strings aus dem November 1949) wurde sein größter Hit; sie enthält „einige der gelungsten Chorusse des Altisten.“ In der Folge spielten auch andere Größen des Bop wie Dexter Gordon, J. J. Johnson und Kenny Dorham, aber auch Cool-Jazz-Stilisten wie Lee Konitz, Chet Baker und Carl Perkins Just Friends ein. Sonny Rollins nahm den Song 1963 gemeinsam mit Coleman Hawkins auf, John Coltrane mit Cecil Taylor (Coltrane Time, 1958). Stan Getz interpretierte Just Friends gemeinsam mit Helen Merrill (auf ihrem gleichnamigen Album) auf. Billie Holiday, Frank Sinatra, Tony Bennett, Irene Kral und Andy Bey sangen den Song ebenfalls. Pat Martinos up-tempo-Version (auf El Hombre, 1967) trug dazu bei, dass sich auch Gitarristen – wie Larry Coryell (Toku Do, 1987) und Ted Greene (Solo Guitar) – sowie  Organisten für das Stück interessierten.